# 髙橋寛
髙橋 寛（たかはし ひろし）は、日本の知的財産学者、国際著作権・新領域法学者。大阪工業大学知的財産専門職大学院教授。公共政策学修士（ハーバード大学HKS）。元文化庁著作権課係長・専門員。元外務省在ジュネーブ国際機関日本政府代表部一等書記官（WIPO・WTO担当）。元総務省日本学術会議学術課長。
主な専門は、知的財産法・著作権法、国際著作権（特にアメリカ・ドイツ・フランス）・パブリシティ権、新領域法学・公共政策学・知的財産政策。

## 略歴
1982年東京大学法学部卒業。文部省（現：文部科学省）入省。著作権に関わる国際交渉、条約の作成、それらを踏まえた法案づくり、国会審議への対応などに携わる。1987年ハーバード大学ケネディ行政学大学院(HKS)公共政策学修士課程修了、公共政策学修士（ハーバード大学）。
文化庁文化部著作権課企画係長・専門員を経て、1994年外務省在ジュネーブ国際機関日本政府代表部一等書記官（WIPO・WTO担当）。新著作権条約の作成・採択について、準備段階から外交会議まで関わる。1997年総務省日本学術会議学術課長。
2004年名古屋大学先端技術共同研究センター教授を経て、2006年より大阪工業大学知的財産専門職大学院知的財産研究科教授。
知的財産学の対外啓蒙活動として、フジテレビオンデマンド報道番組「あしたのコンパス」に著作権法専門家としての出演（テーマ：出版界に続く著作権トラブル、2015年10月30日）や毎日放送(MBS)の報道番組「VOICE」の特集｢海賊版DVD野放しの実態｣に著作権法の専門家として出演（2009年9月29日）している。また、大阪府教育センター主催「小中高校・支援学校10年経験者研修」2012で、著作権法講義の講師も担当。
主な所属学会は、日本知財学会、著作権法学会、国際著作権法学会日本支部など。

## 主な研究
- 高度情報化社会における国際著作権（特にアメリカ・ドイツ・フランス）の状況・課題についての研究
- データベースの法的保護について 〜EUにおける独自の権利を基礎に
- 著作権・著作隣接権（関連権）の国際的調和の現状と将来
- 技術進歩と法的規制の調和を目指す著作権法の解釈・立法論
- パブリシティ権にかかる理論上及び実務上の課題に関する考察
- Google Book SearchプロジェクトをめぐるClass Action訴訟について 〜新領域法学